# Anna Fassatiová
Anna Fassatiová, rozená Gíretová (* 1958 Topoľčany, Československo), je česko-slovenská disidentka a muzejní pracovnice zaměřená zejména na vzdělávání dětí a mládeže. Je členkou komory odborných pracovníků Rady galerií ČR. Jejím manželem byl vědec a pedagog Tomáš Fassati.

## Životopis
Studovala ekonomiku cestovního ruchu v Banské Bystrici, dějiny umění a památkovou péči na Filozofické fakultě Univerzity Karlovy a teologii na téže škole.
V 80. letech pracovala na vzdělávacím oddělení krajského muzea v Banské Bystrici, byla zde kurátorkou řady výstav. Spoluzakládala a podílela se na činnosti banskobystrické Galerie F, která byla jedním z mála center slovenské disidentské aktivity. Fassatiová se zabývala přípravou vydávání samizdatů a komunikací s pražskými disidenty a západními centry umění. V roce 1990 spoluzakládala Muzeum umění a designu v Benešově u Prahy, kde po léta uplatňovala netradiční progresivní vizi zaměřenou na vzdělávání veřejnosti nikoliv k umění samotnému, ale k obecným hodnotám sociálním, ekologickým a duchovním. V muzeu vykonávala do roku 2017 funkci zástupkyně ředitele a odborné pracovnice.

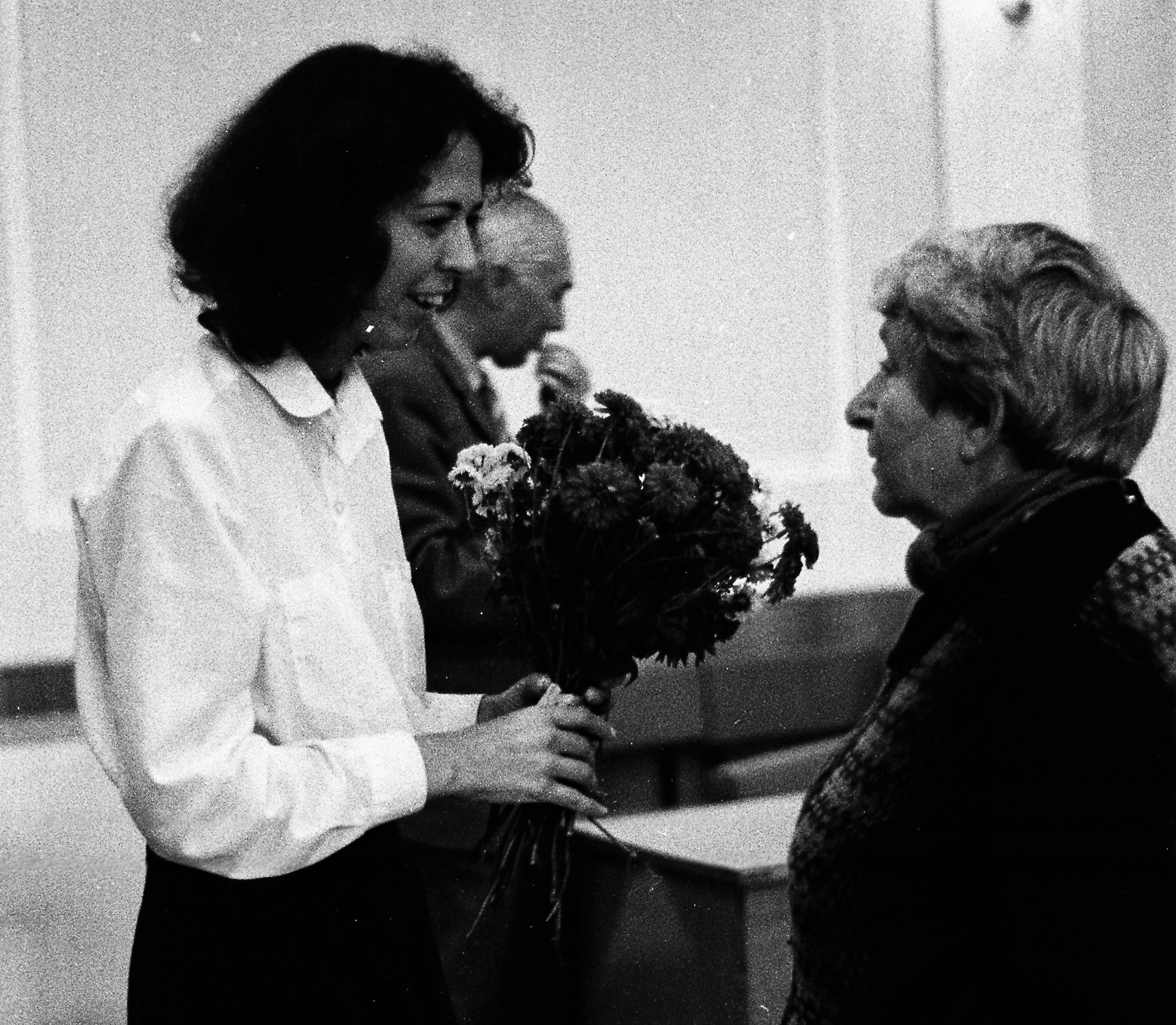
Anna Fassatiová s absolventkou Bauhausu Irenou Blühovou v Galérii F v Banské Bystrici v roce 1983

Počátkem 90. let se Fassatiová podílela na mapování a dokumentaci historických památek města Votice. Byla zakládající členkou nadace pro památky Historia Monumenta, která zajistila peníze na opravu některých kulturních památek Benešovska. V letech 2000–2010 byla konzervátorkou památkové péče města Benešov, je také aktivní organizátorkou akcí k historii benešovské židovské komunity a předsedkyní správní rady památníku holocaustu (Památník Benešov o.p.s.). Vedle zaměření na architektonické památky se věnovala také soudobým stavbám, připravovala mj. např. každoroční Den architektury.

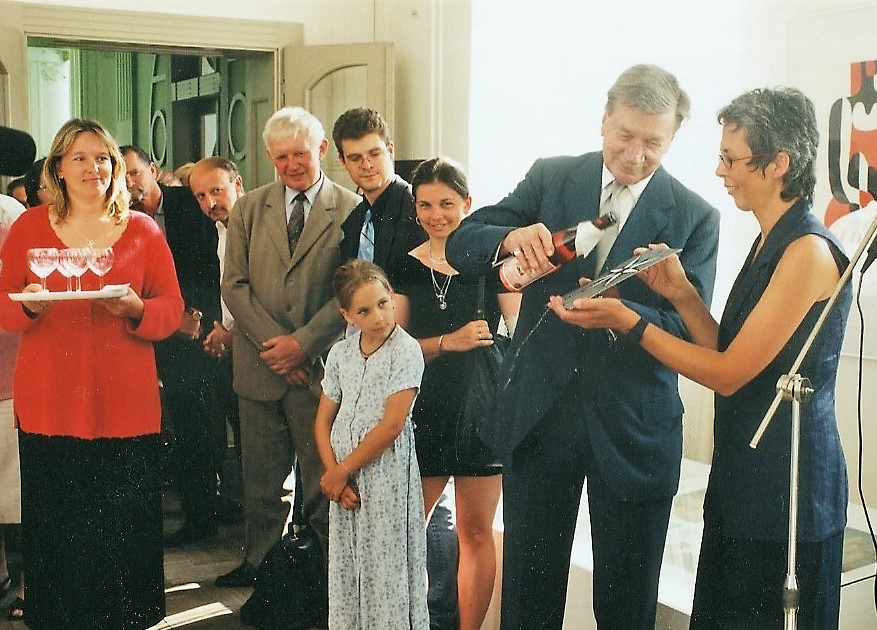
Anna Fassatiová s hrabětem Sternbergem, čestným členem muzejní rady, křtí novou grafickou značku muzea od Studia Najbrt.

Anna Fassatiová se podílela na vývoji a zavádění řady progresivních muzejních vzdělávacích metod, např. na prvních interaktivních expozicích vizuálního umění (koncem 80. let), laboratoři elektronické tvorby (počátek 90. let), experimentální učebně druhé gramotnosti (po r. 2000), propojení čtenářské a vyšší vizuální gramotnosti nebo na výukové laboratoři designu (2010). Pro edukaci architektury, která byla ještě v 90. letech v málo rozvinutém stavu, shromáždila velkou kolekci modelových stavebnic z celého světa. Připravila robotické tvůrčí dílny v benešovském mini-science parku Experimenta (2016), didaktické interaktivní expozice typografie a fotografie.

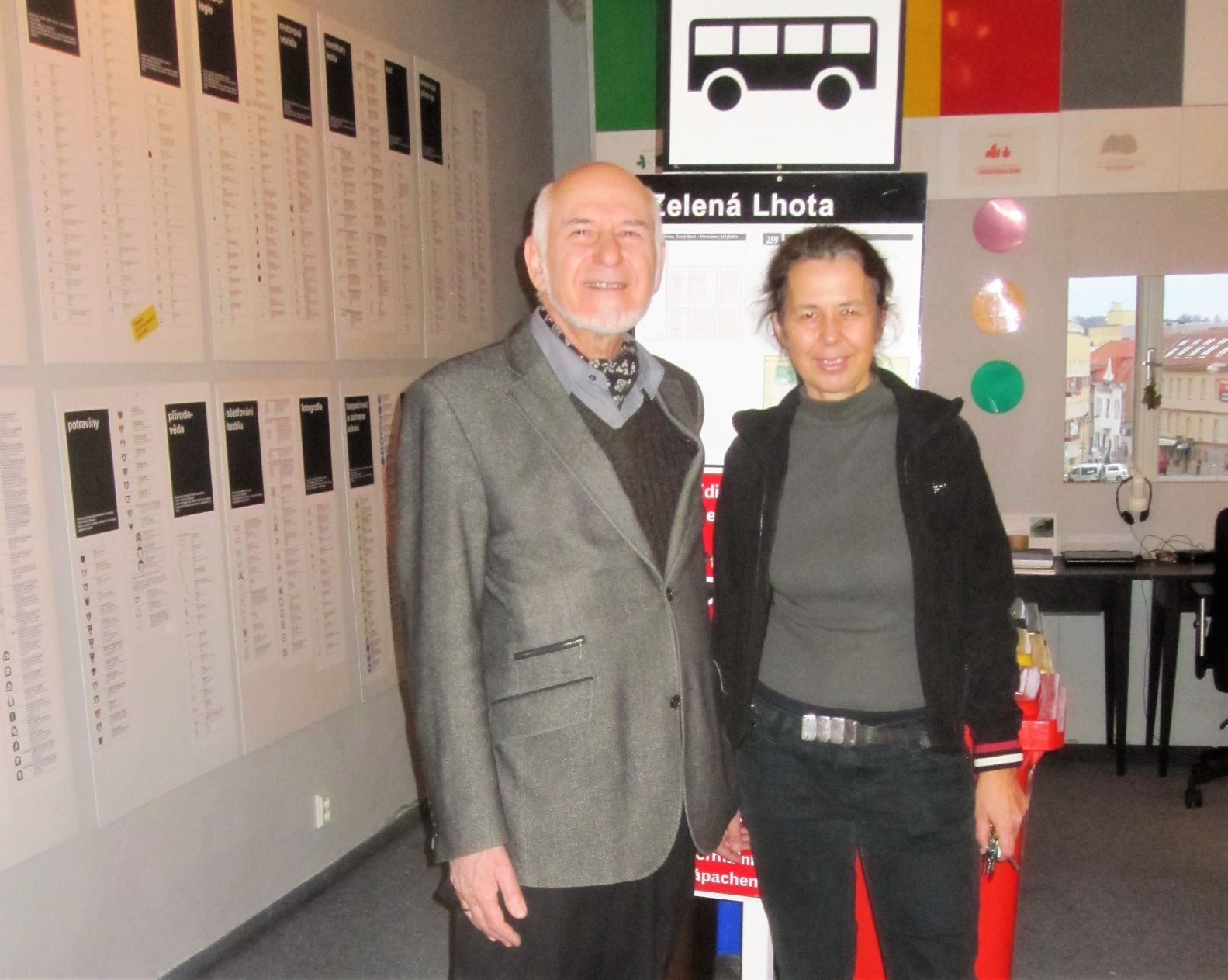
Anna Fassatiová s ředitelem International Institute for Information Design Petrem Simlingerem při jedné z jeho návštěv v benešovské muzejní laboratoři vizuální komunikace.

V Galerii F byla Fassatiová spoluorganizátorkou sympozií protirežimní sociálně-dokumentární fotografie, v benešovském muzeu umění odbornou vedoucí pravidelných tvůrčích sympozií „Umělecké dílo ve veřejném prostoru“, výstav designu mladého českého šperku a kurátorkou sbírky umění a designu. Z benešovských sochařských sympozií byla řada děl trvale instalována ve veřejném prostoru města.
Ke vzdělávacím tematikám často připojovala ekologii. V 80. letech spolu s manželem založila v Banské Bystrici rozsáhlé sídlištní arboretum, v Benešově se počátkem 90. let podílela na fungování infocentra ekologie a pravidelně pořádala pro veřejnost Dny Země. Po sametové revoluci také iniciovala vznik každoročního vánočního setkání křesťanů a další veřejnosti na Masarykově náměstí v centru města.

## Výstupy výzkumu Anny Fassatiové o muzejní edukaci
Interaktivní expozice vedou k podpoře přirozeného individuálního tichého kontaktu s uměleckým dílem a jsou velmi potřebnou, ale většinou opomíjenou alternativou kolektivních hlasitých animací. 
Laboratoř elektronické tvorby umožňovala návštěvníkům v 90. létech v době nedostupných technologií základní práci s obrazovým sdělením v počítači. 
Druhá gramotnost tvoří základ vizuální komunikace, ale vyučuje se zatím jen na nejvyspělejších školách. Proto její výuka v muzeích umění nezbytně zaplňuje mezeru vzdělávání. Efekt školního rozvoje čtenářské gramotnosti posílí, je-li souběžně používána vyšší vizuální gramotnost používající podobně náročnější kódování. Vyšší gramotnost je obranou proti nabídce politického a komerčního populismu. 
Prezentace užité tvorby jen formou vizuálního pohledu na nefunkční design je naprosto formálním a dnes již překonaným způsobem, který v muzeích a galeriích nahrazují výukové laboratoře designu. Robotika a design spolu úzce souvisí a ze vzdělávacího hlediska je velmi atraktivní je v muzeích společně prezentovat.

## Ocenění

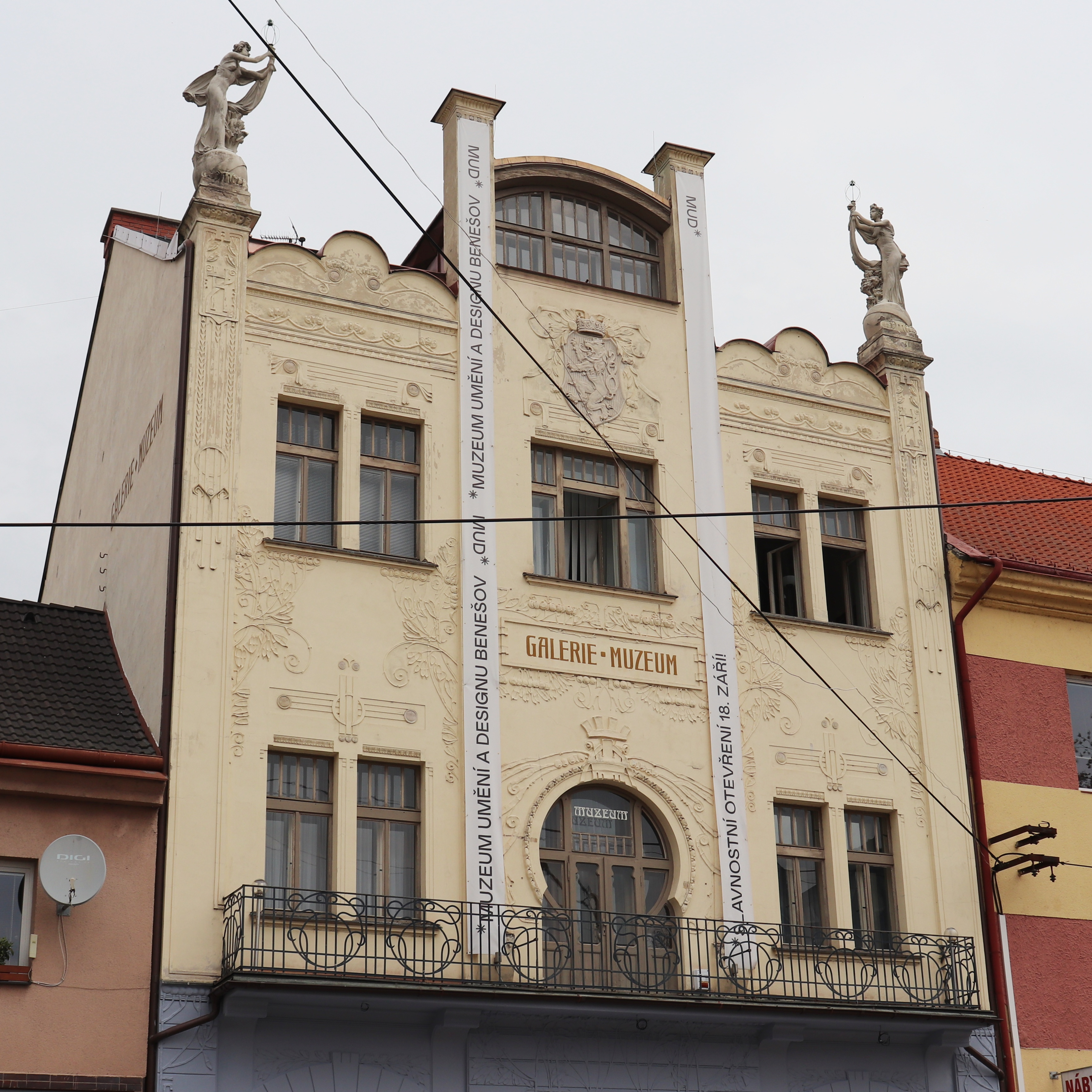
Muzeum umění a designu Benešov, ve kterém Fassatiová působila do roku 2017

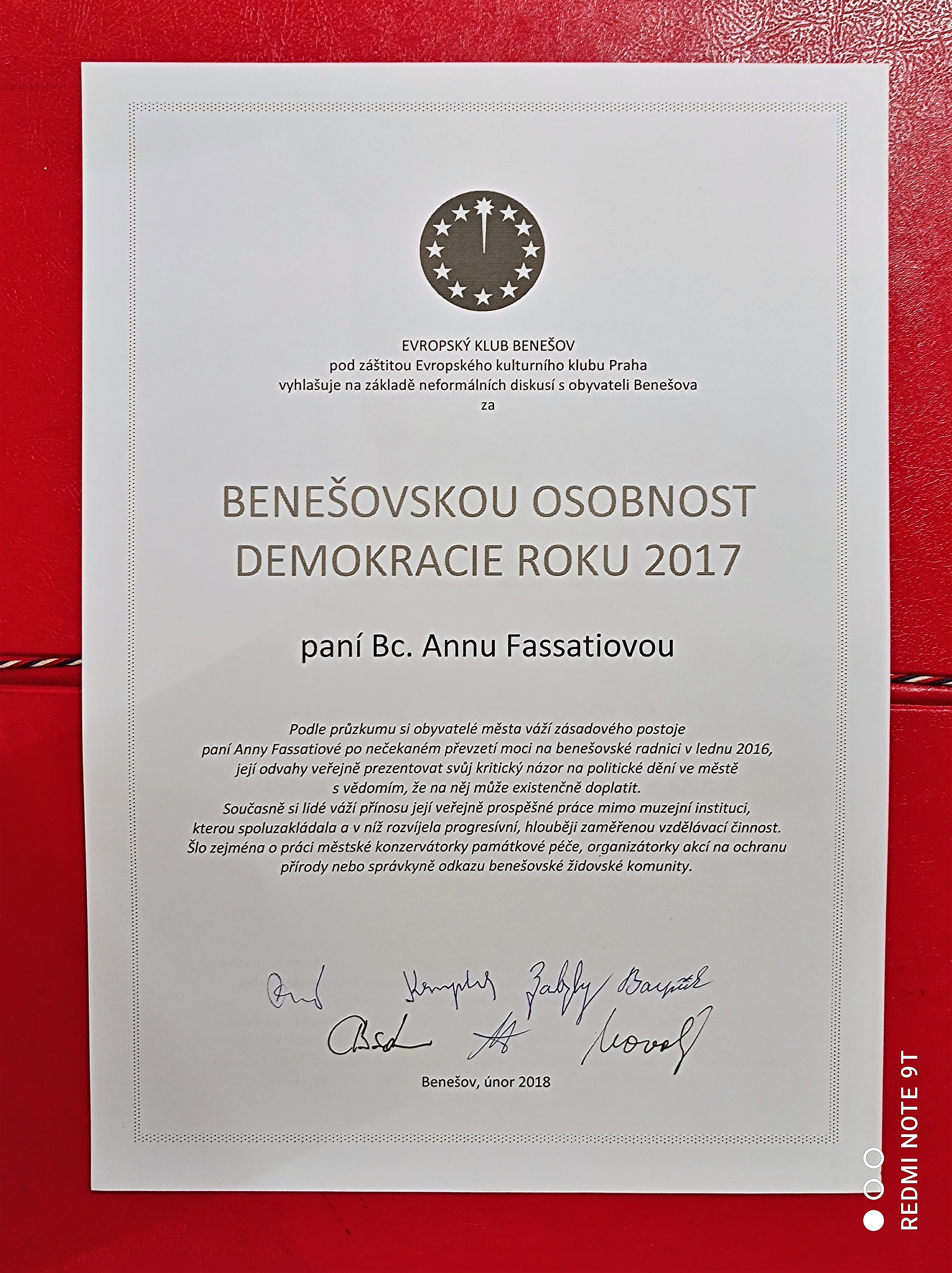
Osobnost demokracie Benešovska 2017

V roce 2017 obdržela Anna Fassatiová od předchozích benešovských starostů a místostarostů mimořádné uznání za svou obětavou práci a v roce 2018 byla jako druhá žena na návrh veřejnosti oceněna titulem „Osobnost benešovské demokracie“ (viz Benešov - Osobnosti).
V roce 2022 jí ministryně obrany ČR předala poděkování a uznání za protikomunistický odboj. Byla tak zařazena mezi dvě tisícovky účastníků a účastnic československého 3. odboje.
Zastupitelstvo města udělilo 11. listopadu 2024 A. Fassatiové cenu SRDCE BENEŠOVA za dlouhodobý přínos Benešovu zejména za významný podíl na vybudování Muzea umění a designu (1990-2017) a také za památkovou péči.

## Výběr z realizovaných výstav
- Československý fotografický kalendář (pravidelná přehlídka), Banská Bystrica 1980–1990
- Čaro starej fotografie (výběr ze středoslovenských sbírek fotografie 19. století), B. Bystrica 1883
- Sociální fotografie Ireny Blühové (slovenská absolventka Bauhausu), 1984
- Čajová kultura, B. Bystrica 1985
- Český fotografický akt, Benešov 1990
- Cyklus výstav „Osobnosti českého grafického designu“ (90. léta 20. století)
- Řada výběrových výstav „Bienále Benešovska“ (1990–2016)
- Cyklus výstav studentské šperkařské tvorby UMPRUM, Benešov 2005–2016
- Tvorba architekta Jaroslava Kadlece, Benešov 2016
- Přírůstky sbírky umění a designu, Benešov, leden 2017 (výstava po zahájení zakázána a předčasně uzavřena politiky ČSSD)[zdroj?]

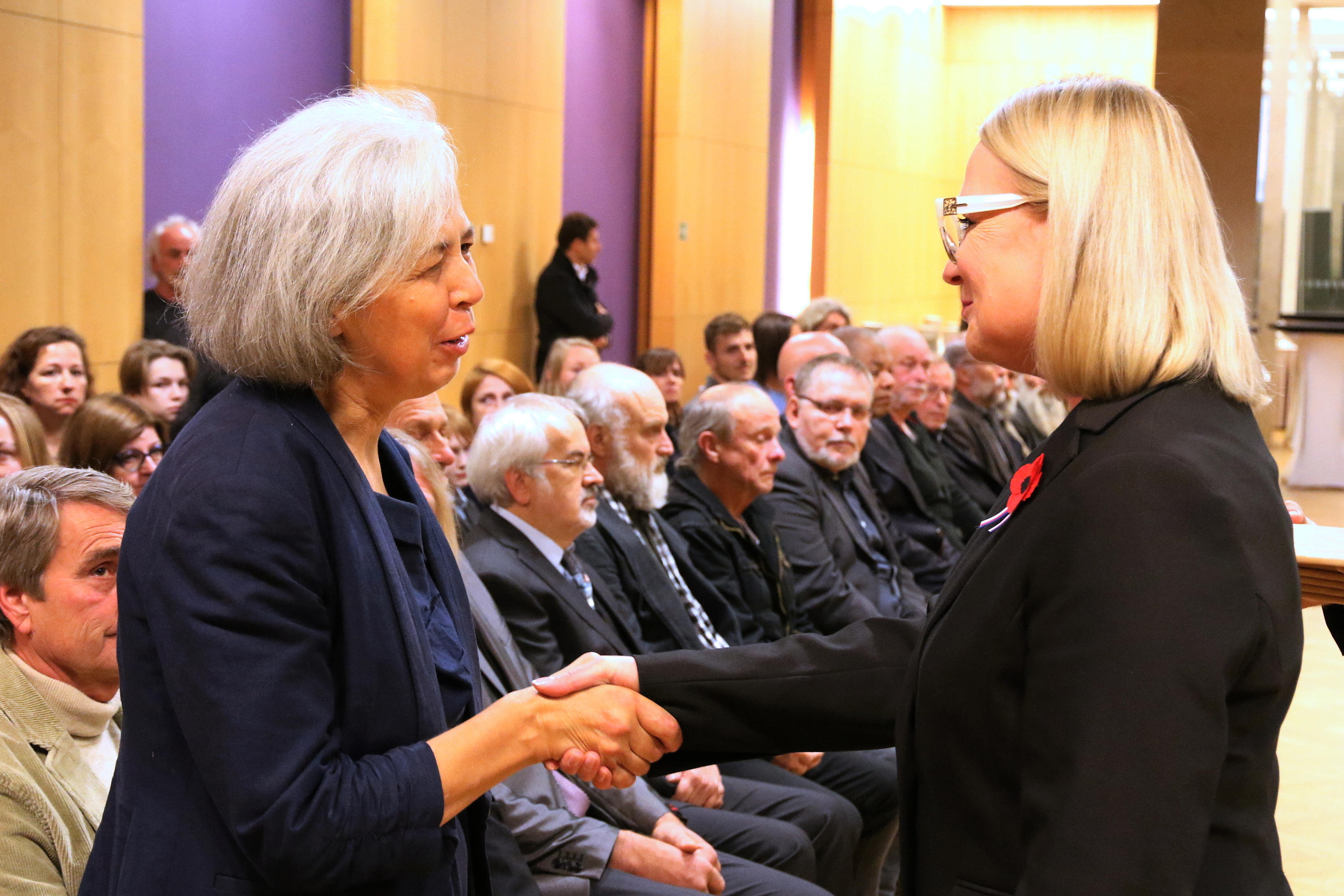
Slavnost předávání ocenění za 3. odboj na Ministerstvu obrany dne 2. 11. 2022 v Praze

## Výběr z novějších publikovaných textů
- Historie secesní budovy hospodářské záložny v Benešově, Benešov 1998 (recenzovaná monografie)
- Galéria F Banská Bystrica 1980–1990, Spomienka na režimu nepohodlnú galériu, Benešov, 2001, ISBN 809037980X
- Muzeum umění Benešov u Prahy 2002, Benešov, 2002, ISBN 8090314422
- Český web sociální reklamy, In: Atelier č. 7, Praha, 2006
- Kapitoly z dějin Muzea umění a designu Benešov 1990–2010, Benešov 2011, ISBN 9788087400074
- Sbírka Muzea umění a designu Benešov, Benešov, 2014, ISBN 9788087400159
- Čtvrtstoletí Muzea umění a designu, Benešov, 2014, ISBN 9788087400166
- Boží tvůrčí slovo při stvoření a v Prologu Evangelia podle Jana, Benešov, 2015
- Výtvarníci Benešovska, Benešov 2017
- Jan Šleger: Český Paco Rabanne, Benešov, 2017, ISBN 9788027032228
- Galerie F Banská Bystrica v síti sociálních vztahů, In: Foto-noviny, odb. čtvrtletník, Bratislava, 2018
- Benešovská laboratoř designu, In: Design 4.0 – Mezičas 2, Praha 2018
- Sbírka designu více dimenzí, In: Design 4.0 – Mezičas 2, Praha 2018
- Knihy pro design, In: Design 4.0 – Mezičas 2, Praha 2018
- Pět výstav směřujících ke 100. výročí Bauhausu, In: Design 4.0 – Mezičas 3, Praha 2019
- Kolekce pohlednic benešovské sbírky grafického designu, In: Design 4.0 – Mezičas 3, Praha 2019
- Banskobystrická Galéria F jako místo protikomunistického odboje, In: FOTO noviny, č. 56, Stredoevrópsky dom fotografie, Bratislava, 2021